# حشره‌خوار جزیره پریبیلوف
 حشره‌خوار جزیره پریبیلوف (نام علمی: Sorex pribilofensis) نام یک گونه از سرده حشره‌خوارهای دم‌دراز است.